# Choleryk
Choleryk (gr. chole – żółć) – jeden z temperamentów wyróżnianych w teorii humoralnej. Wiązany był z przewagą wpływu żółci na typ konstytucyjny człowieka. Wraz z rozwojem teorii humoralnej od starożytności do średniowiecza i wyróżnianego w niej podziału na cztery elementy, jako kolejne powiązania podawano młodość, lato, ogień (jako jeden z żywiołów), wątrobę, żółcień, smak gorzki. Astrologicznym skojarzeniem były Panna, Lew, Rak i Mars. Podobnie jak w przypadku żółci, miały mu odpowiadać cechy ciepła i wilgoci.
Choleryków opisywano jako osoby energiczne, porywcze i nieopanowane. Ich uczucia miały powstawać gwałtownie i przybierać dużą siłę.
Pojęcie czterech temperamentów utrzymywało się w protonauce i wczesnej nauce przez stulecia. 